# Giuseppe Fallarini
 (mai 2023).
Si vous disposez d'ouvrages ou d'articles de référence ou si vous connaissez des sites web de qualité traitant du thème abordé ici, merci de compléter l'article en donnant les références utiles à sa vérifiabilité et en les liant à la section « Notes et références ».
Giuseppe Fallarini, né le 4 mai 1934 à Vaprio d'Agogna (province de Novare, Piémont) et mort le 15 mai 2023 dans la même commune[réf. souhaitée], est un coureur cycliste italien, dont la carrière se déroule au tournant des années 1950-1960. 

## Biographie
Professionnel de 1956 à 1964, Giuseppe Fallarini a remporté le GP Ceramisti en 1958 et 1962, le Grand Prix de l'industrie et du commerce de Prato en 1959, et la Coppa Bernocchi et le Tour du Latium en 1960.

## Palmarès

### Palmarès amateur
- 1954
  - Turin-Valtournenche
  - Gran Premio Sannazzaro
  - 3e de la Coppa Mostra del Tessile
- 1955
  -  Médaillé d'or de la course en ligne des Jeux méditerranéens
  - Circuito delle Caminate
  - 7e du championnat du monde sur route amateurs

### Palmarès professionnel
| - 1956 - 2e et 3e étapes du Tour d'Europe - 1957 - 2e du Tour d'Émilie - 2e du Tour des Alpes Apuanes - 1958 - Grand Prix Ceramisti - 2ea étape de Rome-Naples-Rome - 3e de Rome-Naples-Rome - 3e du Tour de Vénétie - 1959 - Grand Prix de l'industrie et du commerce de Prato - 2e de la Coppa Sabatini | - 1960 - Coppa Bernocchi - Tour du Latium - 2e du Tour des Alpes Apuanes - 3e du Grand Prix Ceramisti - 3e du Grand Prix de l'industrie de Quarrata - 1961 - 2e de la Coppa Agostoni - 2e des Trois Jours du Sud - 1962 - Grand Prix Ceramisti |  |

## Résultats sur les grands tours

### Tour de France
2 participations :
- 1958 : abandon (7e étape)
- 1959 : abandon (12e étape)

### Tour d'Italie
8 participations :
- 1956 : abandon
- 1957 : 14e
- 1958 : 19e
- 1959 : 33e
- 1960 : 36e
- 1961 : 38e
- 1962 : 17e
- 1963 : 43e